# Heims kommun
Heims kommun (norska: Heim kommune) är en kommun i Trøndelag fylke i Norge. Kommunens centralort är tätorten Kyrksæterøra.

## Administrativ historik
Heims kommun etablerades den 1 januari 2020 genom hopslagning av kommunerna Hemne och Halsa samt en del av Snillfjords kommun (Vennastranda).
Åren 1911–1964 fanns en häradskommun (landskommun) med namnet Heim i dåvarande Sør-Trøndelag fylke.

### Vapen för tidigare kommuner inom den nuvarande kommunen

Halsa kommun (1988–2019)
Hemne kommun (1991–2019)
Snillfjords kommun (1990–2019)

## Tätorter
I Heims kommun finns två tätorter:
- Kyrksæterøra (centralort)
- Liabøen (Liabø)

## Socknar
Inom Norska kyrkan är Heims kommun indelad i fyra socknar:
- Halsa socken
- Heims socken
- Hemne socken
- Vinje socken

Socknarna ingår i Orkdals prosteri i Nidaros stift.